# NK Stockholm
NK Stockholm är en varuhusbyggnad i nybarockstil på fastigheterna Kvarteret Hästen 19 och 20 på Hamngatan 18-20 på Norrmalm i Stockholm, ägd av Hufvudstaden. Sedan invigningen den 22 september 1915 är det Nordiska Kompaniets största varuhus. I byggnaden finns också Hufvudstadens kontor.
Byggnaden är blåmärkt av Stockholms Stadsmuseum. Det betyder att bebyggelsen bedöms ha synnerligen höga kulturhistoriska värden.
NK Stockholm är känt för sin julskyltning.

## Uppförande

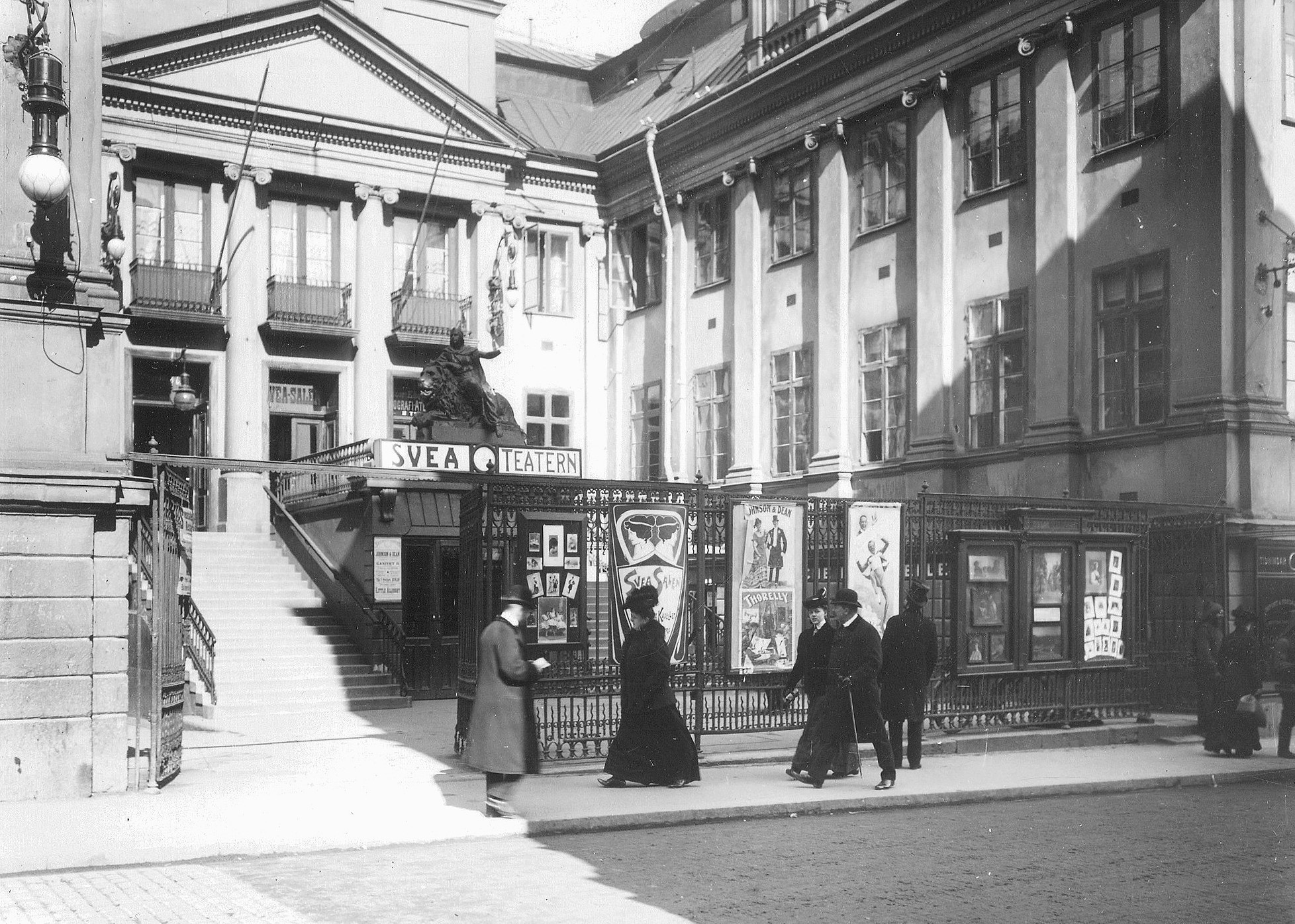
Sparreska palatset, 1910.

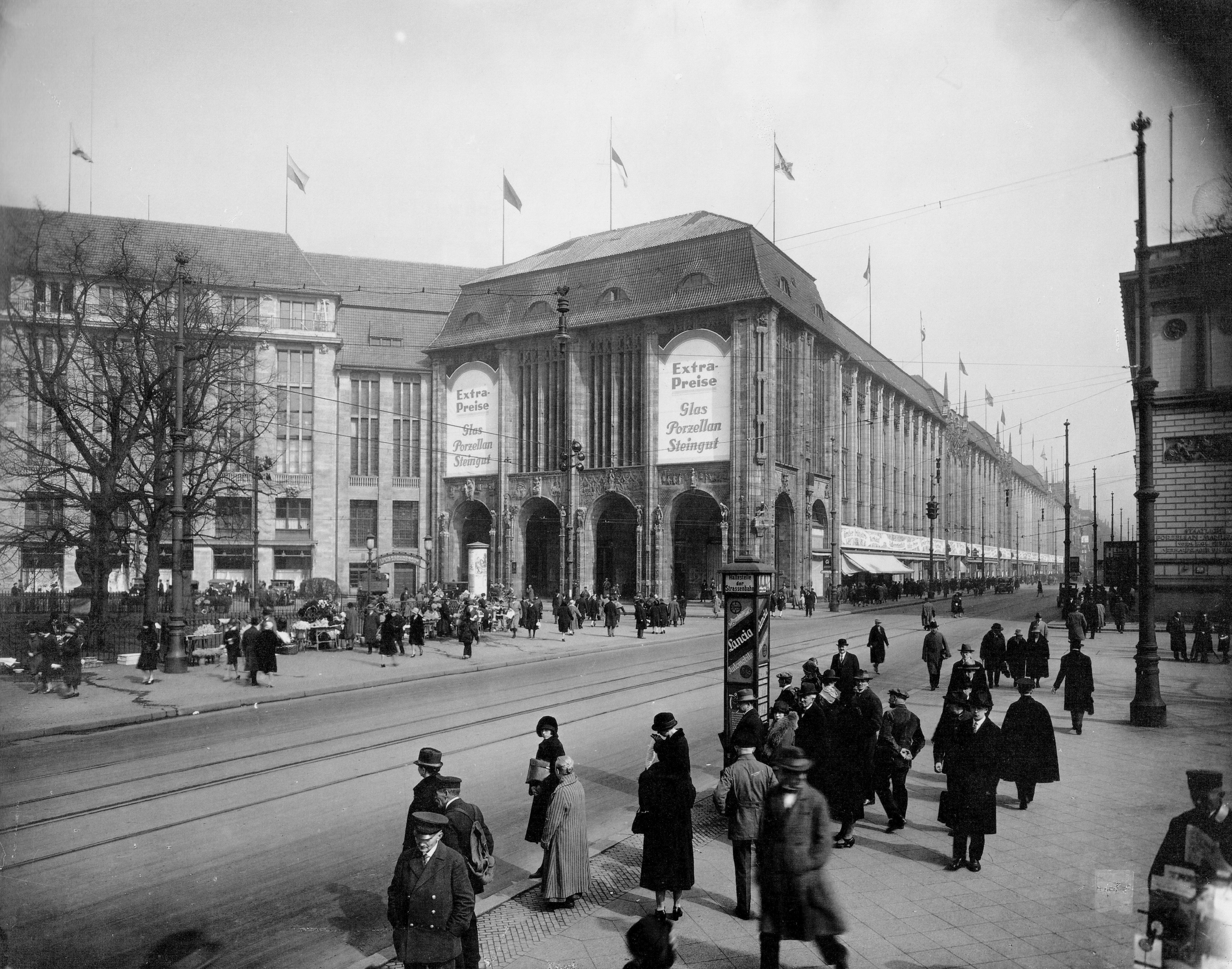
Varuhuset Wertheim i Berlin, en viktig inspirationskälla för Ferdinand Boberg och Axel Wetterberg.

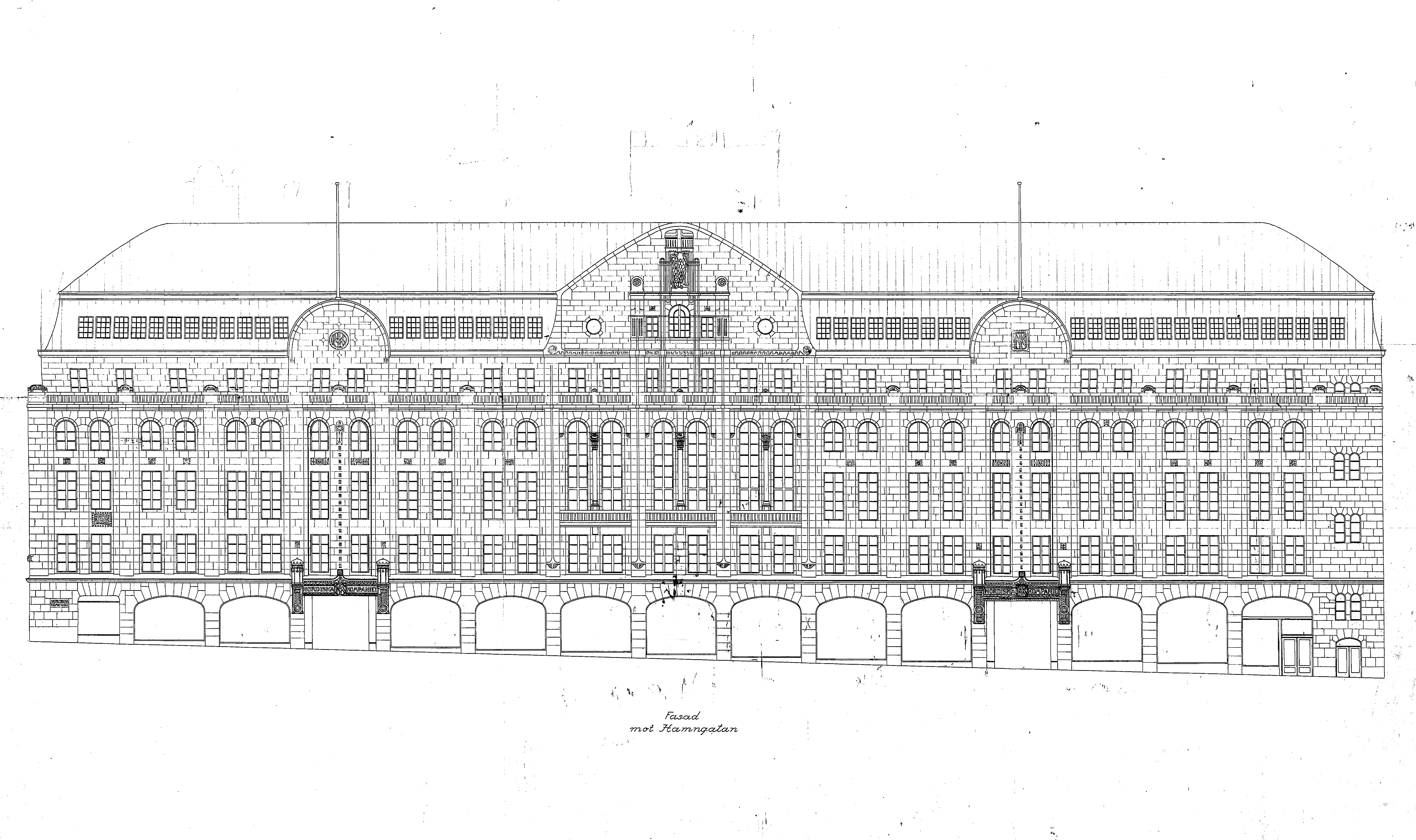
Ferdinand Bobergs skiss över NK:s södra fasad, 1913.

Nordiska Kompaniet grundades 1902 med lokaler i K.M. Lundbergs hus vid Stureplan, som sedan byggdes om till Johnsonlinjens hus.
NK Stockholm uppfördes där Sparreska palatset stått sedan 1670-talet. Bygget pågick 1912-1915. Ferdinand Boberg var arkitekt, och NK-byggnaden blev hans sista stora projekt, innan han och hans hustru Anna Boberg påbörjade sina illustrationer av det svenska kulturarvet. Byggmästare var Josef Norén. Hans Asplund och Bengt Lindroos har utformat senare tillbyggnader.
Varuhuset invigdes för inbjudna gäster den 21 september 1915. På eftermiddagen besöktes NK av kung Gustaf V med familj. Dagen efter, den 22 september, öppnade varuhuset för allmänheten klockan 10.

## Renoveringar och tillbyggnader

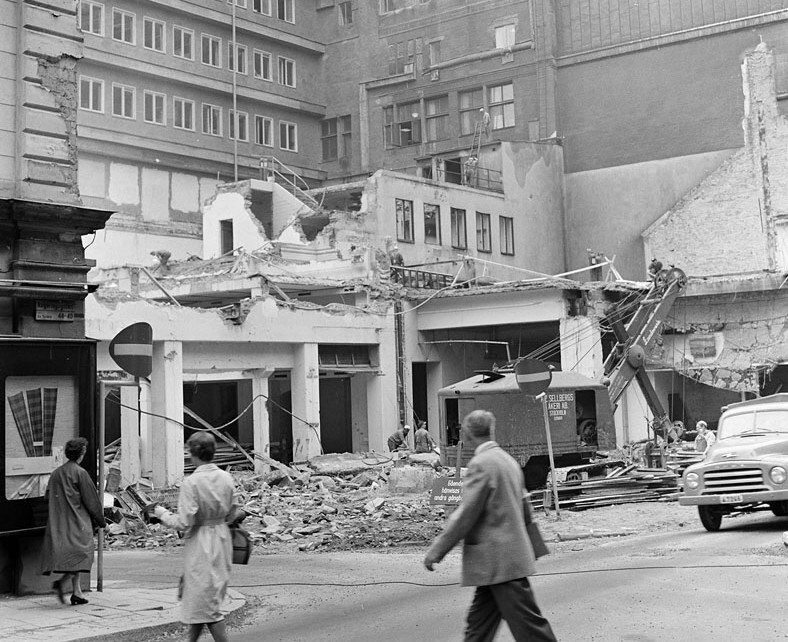
Brunkebergsverket rivs 1960.

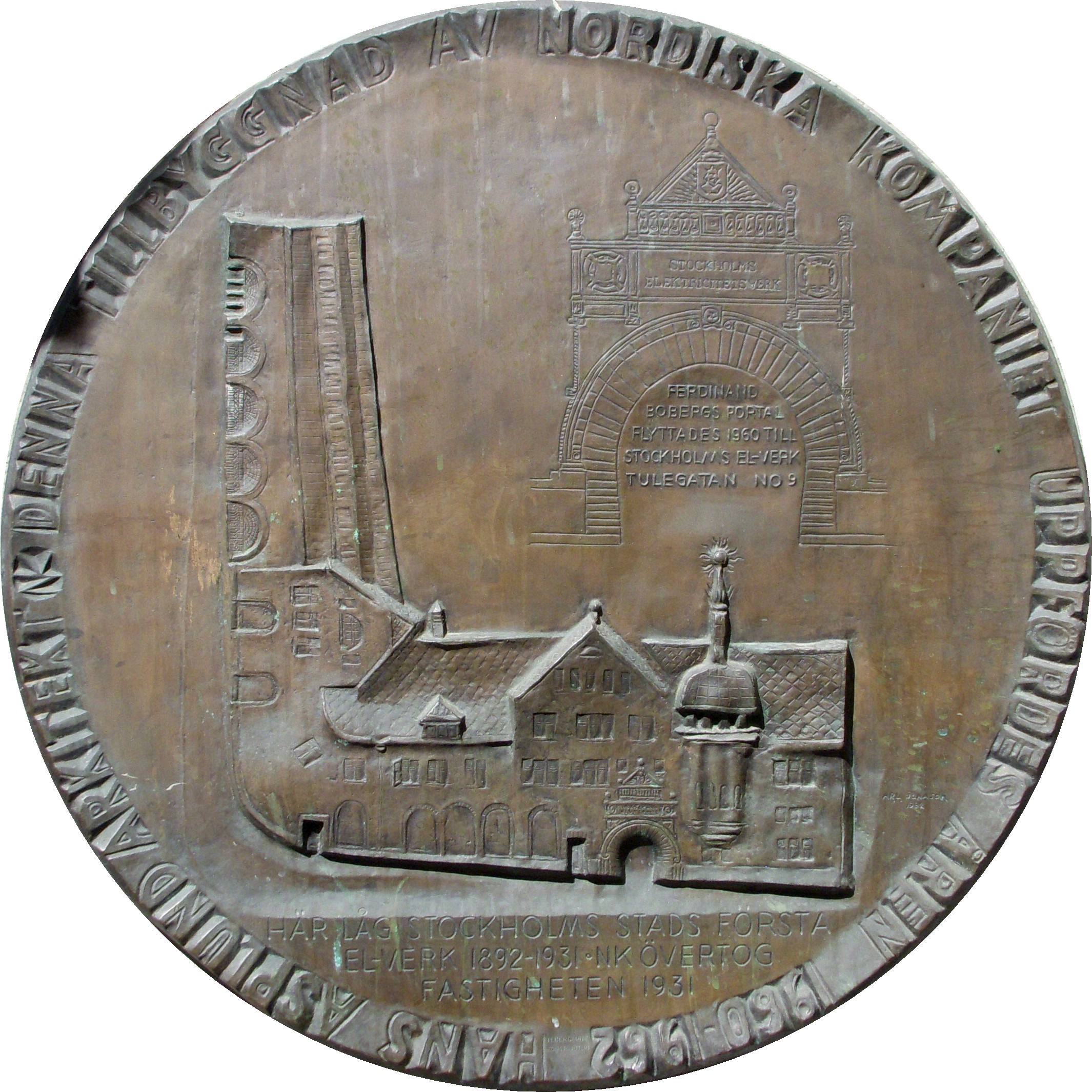
Minnesplakett på NK:s fasad.

På 1960-talet, i samband med Norrmalmsregleringen, byggdes NK ut mot Regeringsgatan, där Brunkebergsverket tidigare funnits.
1991 blev NK:s butiker fristående, medan Hufvidstaden fanns kvar som hyresvärd.
Från 2018 till 2021 renoverades en stor del av NK-byggnaden.

## Avdelningar och anslutande byggnader
- Nedre plan: ”Allt för hemmet, skönhet och NK Saluhall”.
- Entréplan: ”Ljusgården, premiumvarumärken och NK Beauty”.
- Plan 1: ”Dammode, lunch och brunch”.
- Plan 2: ”Herrmode, skönhet och aperitivo”.
- Plan 3: ”Sport och inredning”.
- Plan 4: ”Bokhandel, barnmode, leksaker och smaker i världsklass”.
- NK Parkaden: ”Hälsa, hantverk och utsikt över Stockholm city”. NK Parkaden är en del av NK med en egen entré in till varuhuset. De båda sidorna av varuhuset är sammankopplade genom en rulltrappa under Regeringsgatan.
- Bobergs matsal: är en restaurang med namn efter arkitekt Ferdinand Boberg, under 2020-talet driven av Björn Frantzén.
- NK-klockan monterades 1939 på Telefontornet, och sitter sedan 1953 på NK-huset.
- Passagenhuset låg 1973-2023 norr om NK-huset. På tomten kommer Pembroke bygga en byggnad för kontor och handel.
- PK-huset öster om NK har en galleria som ansluter till NK.
- NK:s kontorshus i kvarteret Sankt Per, invigdes 1919 och revs 1972.

## Historia
Den 10 september 2003 skedde mordet på utrikesminister Anna Lindh i NK:s byggnad, under kampanjen inför folkomröstningen om euron som hölls den 14 september. Lindh knivskars runt klockan 15:45 av Mijailo Mijailović, och avled dagen efter av sina skador. Mijailović dömdes till livstids fängelse.

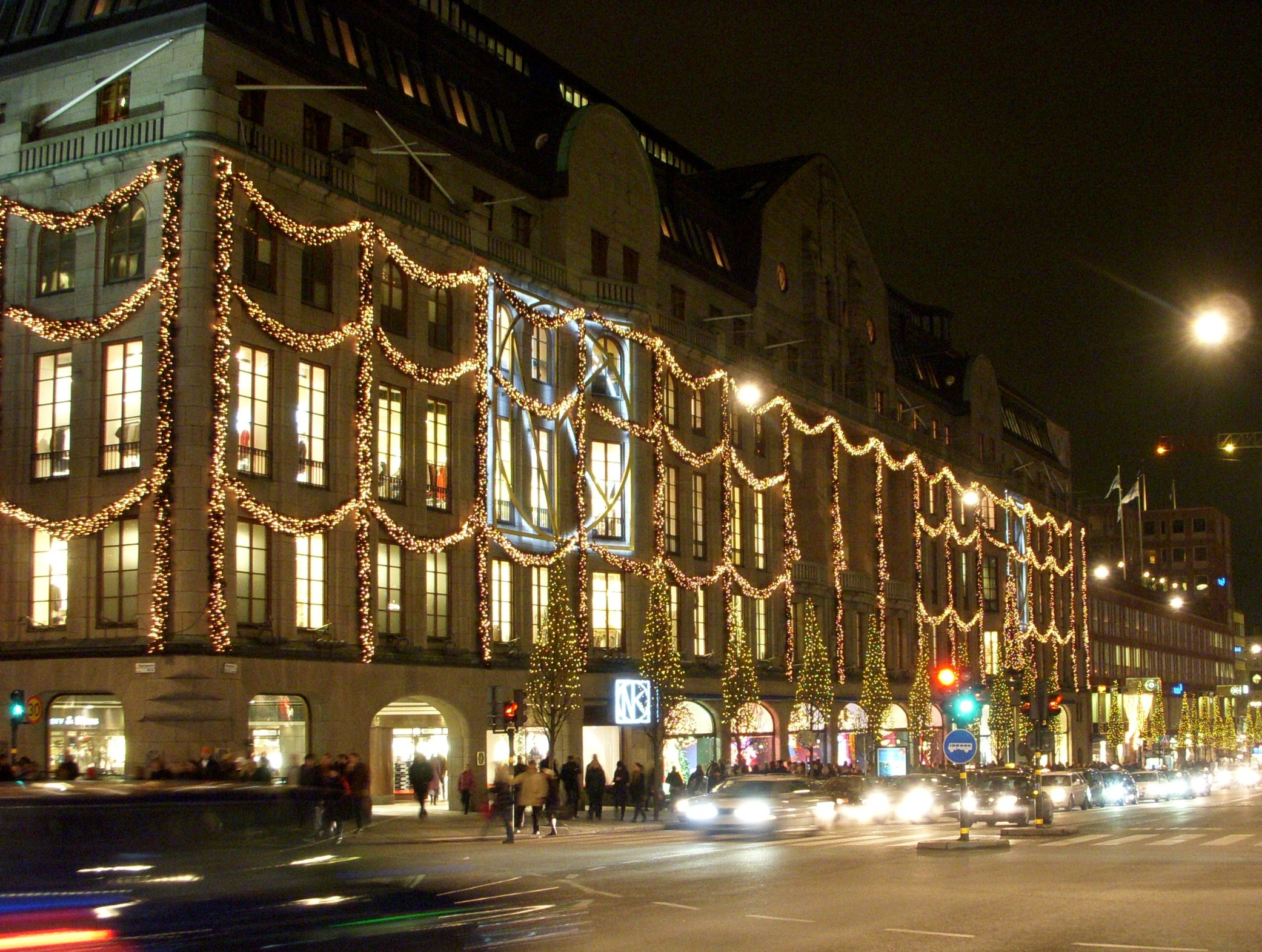
NK och Hamngatan advent 2008.
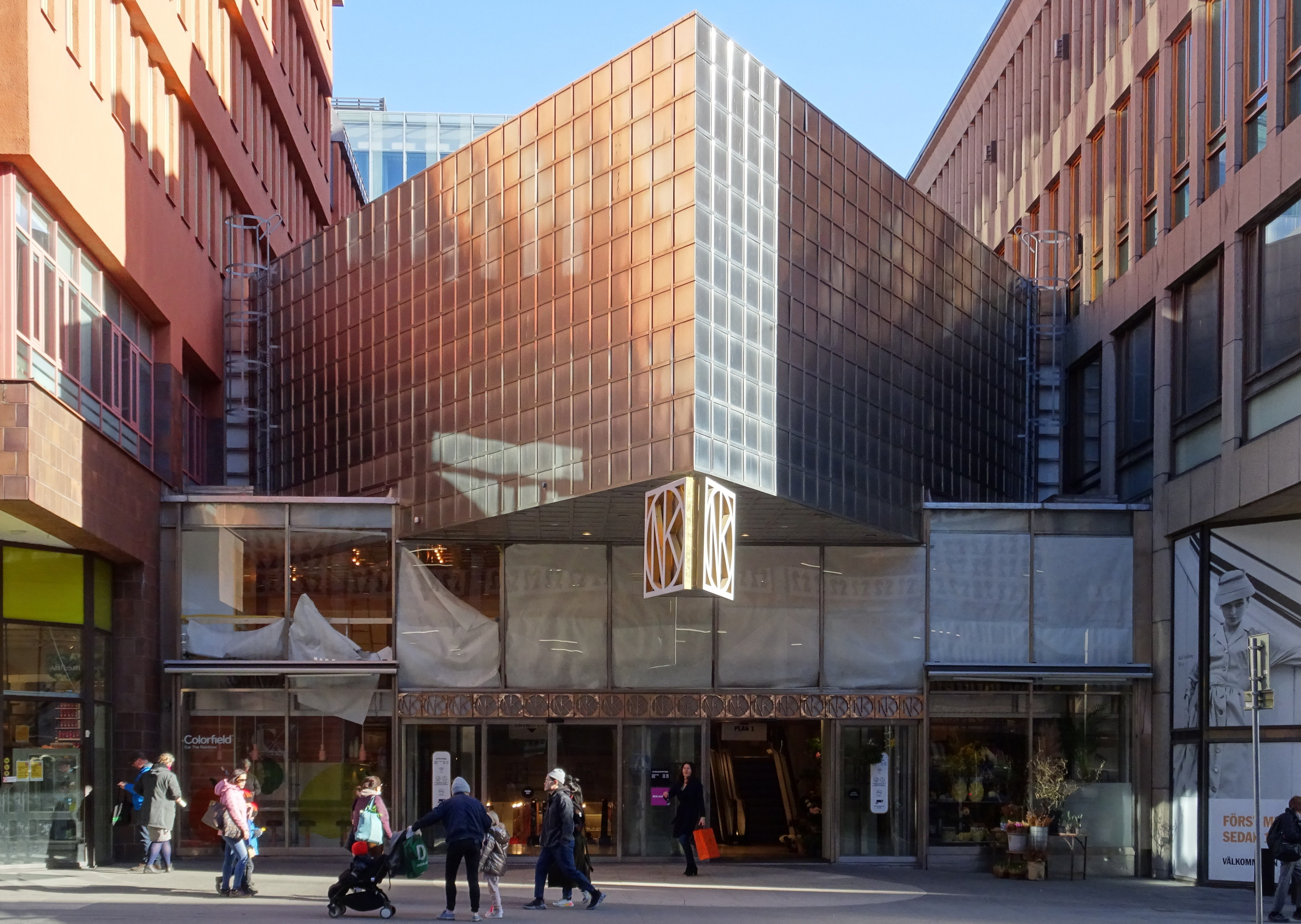
NK:s entré från Regeringsgatan 2021.
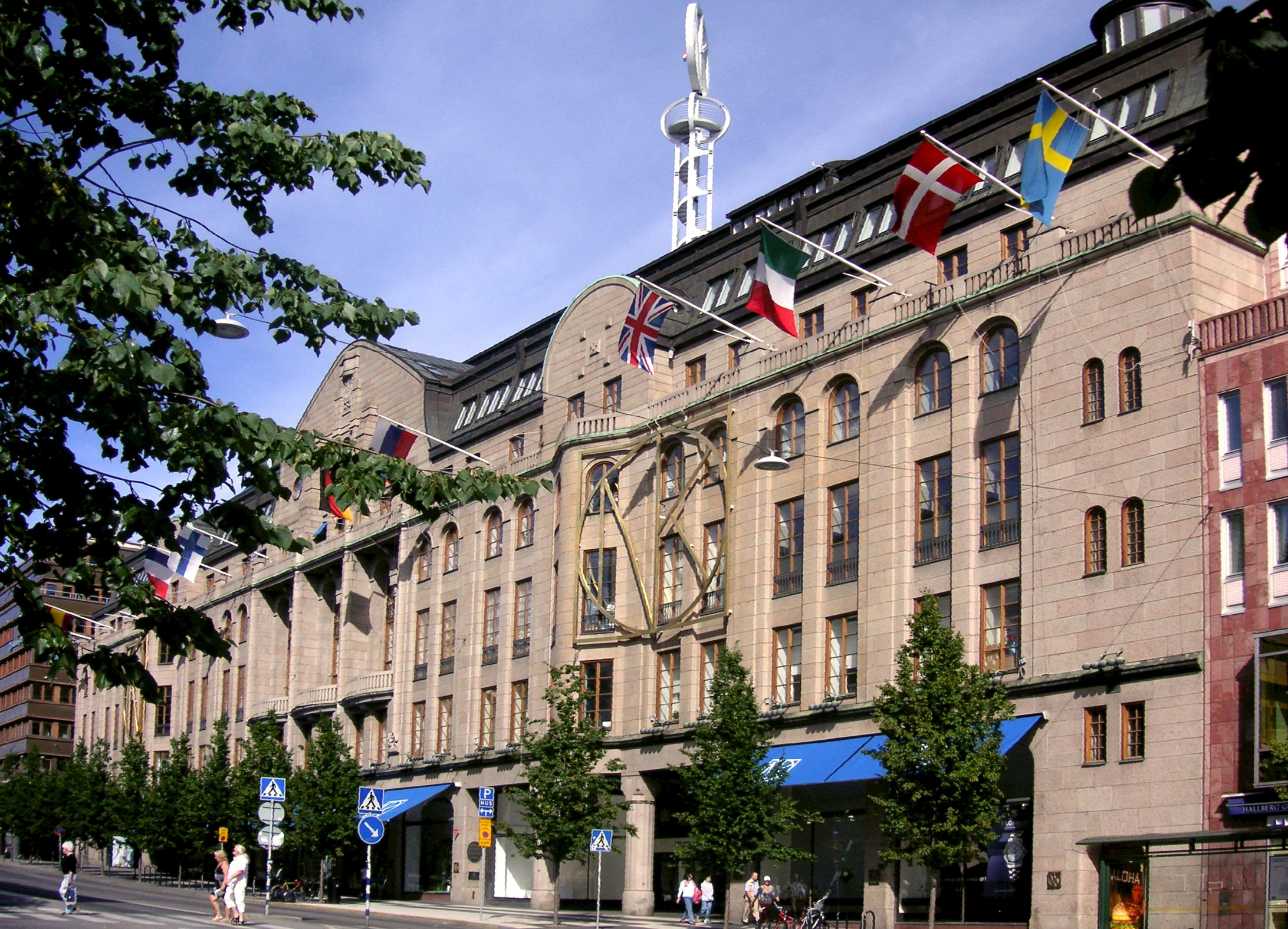
NK och Hamngatan 2007.
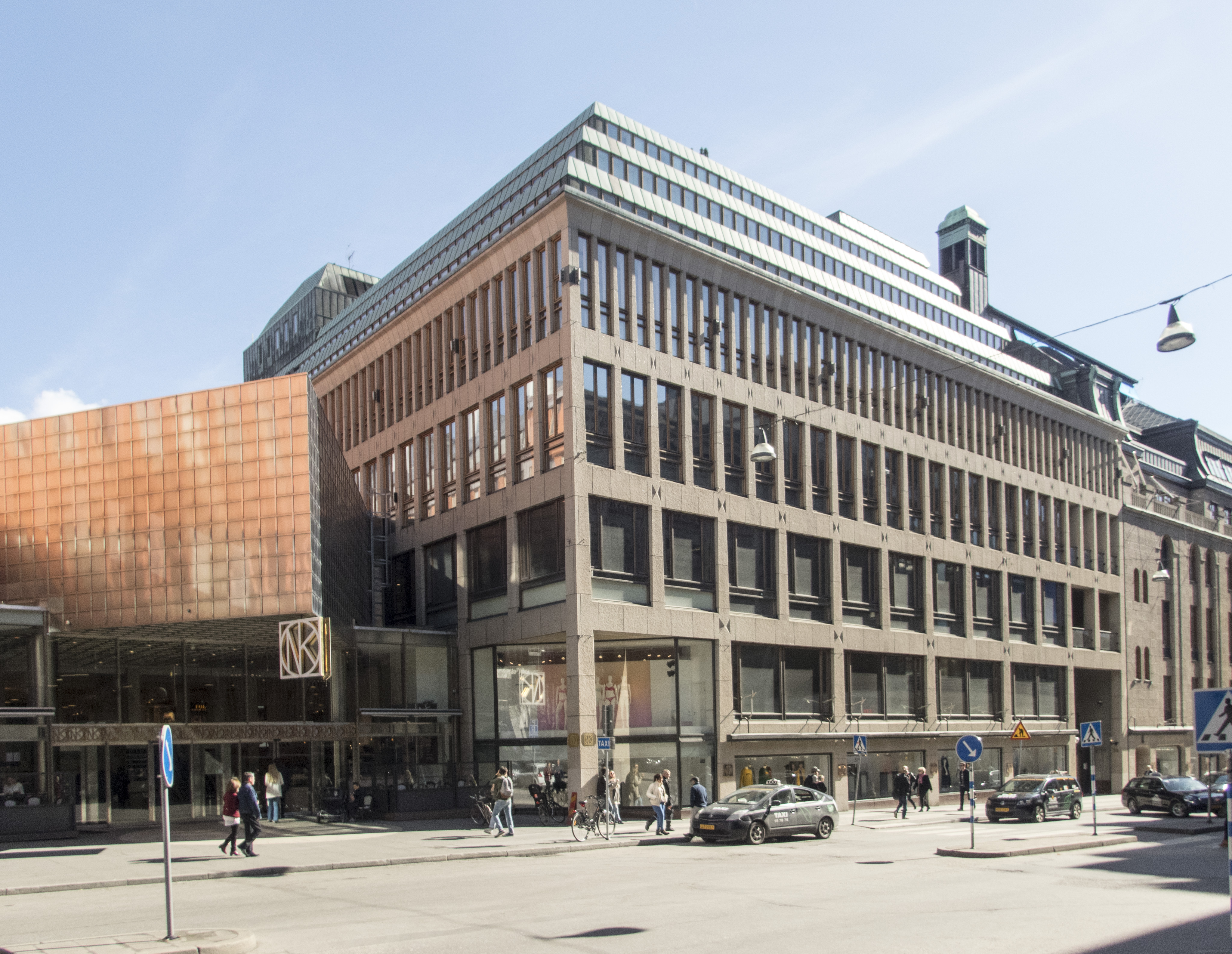
Tillbyggnaden mot Regeringsgatan 2016.